# Punteggio tennistico

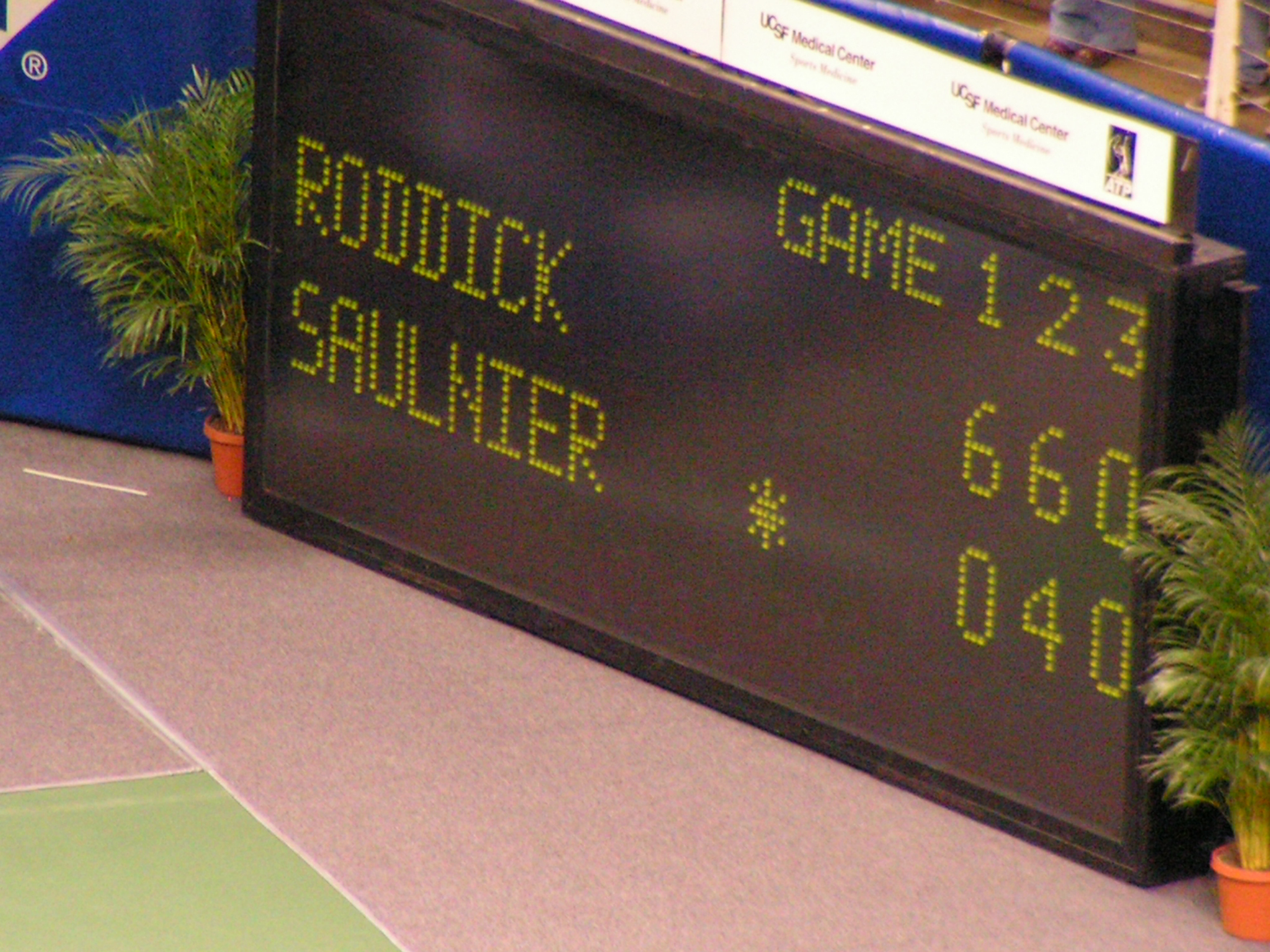
Il punteggio della finale di singolare maschile al SAP Open 2005, giocata al meglio delle tre partite e così conclusa: Roddick batte Saulnier 6-0 6-4

Il punteggio tennistico registra l'andamento degli incontri di tennis. Un incontro (match) si articola in partite (set), giochi (game) e punti. I punti assegnati sono chiamati progressivamente 15, 30, 40. Chi si trova in vantaggio sul 40 e vince anche il punto successivo conquista il game. Se invece ci si trova 40-40, il game prosegue ai vantaggi e si chiude solo quando uno dei due giocatori ottiene un margine di due punti più dell'altro.  
Chi per primo conquista sei game vince il set, purché con un vantaggio di almeno due game sull'avversario. Se il margine è di un solo game, il set dovrebbe proseguire fin quando uno dei due giocatori non ottiene il doppio vantaggio; è stato però introdotto ed è quasi costantemente previsto un game di spareggio (tie-break), di solito sul punteggio di 6-6. 
Vince il match chi si aggiudica la maggior parte dei set previsti: tipicamente due su tre o tre su cinque. 

## Origini
Le oscure origini delle convenzioni di punteggio nel tennis, specie in riferimento alla chiamata dei punti per 15, sono state oggetto di diverse teorie. Malcolm Douglas Whitman, in Tennis: Origin and Mysteries (1932), individua nella Ballade XVII di Carlo di Valois-Orléans, prima poesia di sempre sulla pallacorda scritta mentre l'autore era prigioniero a Wingfield Castle (1435), il più antico riferimento al punteggio di 45, antenato del 40 contemporaneo.

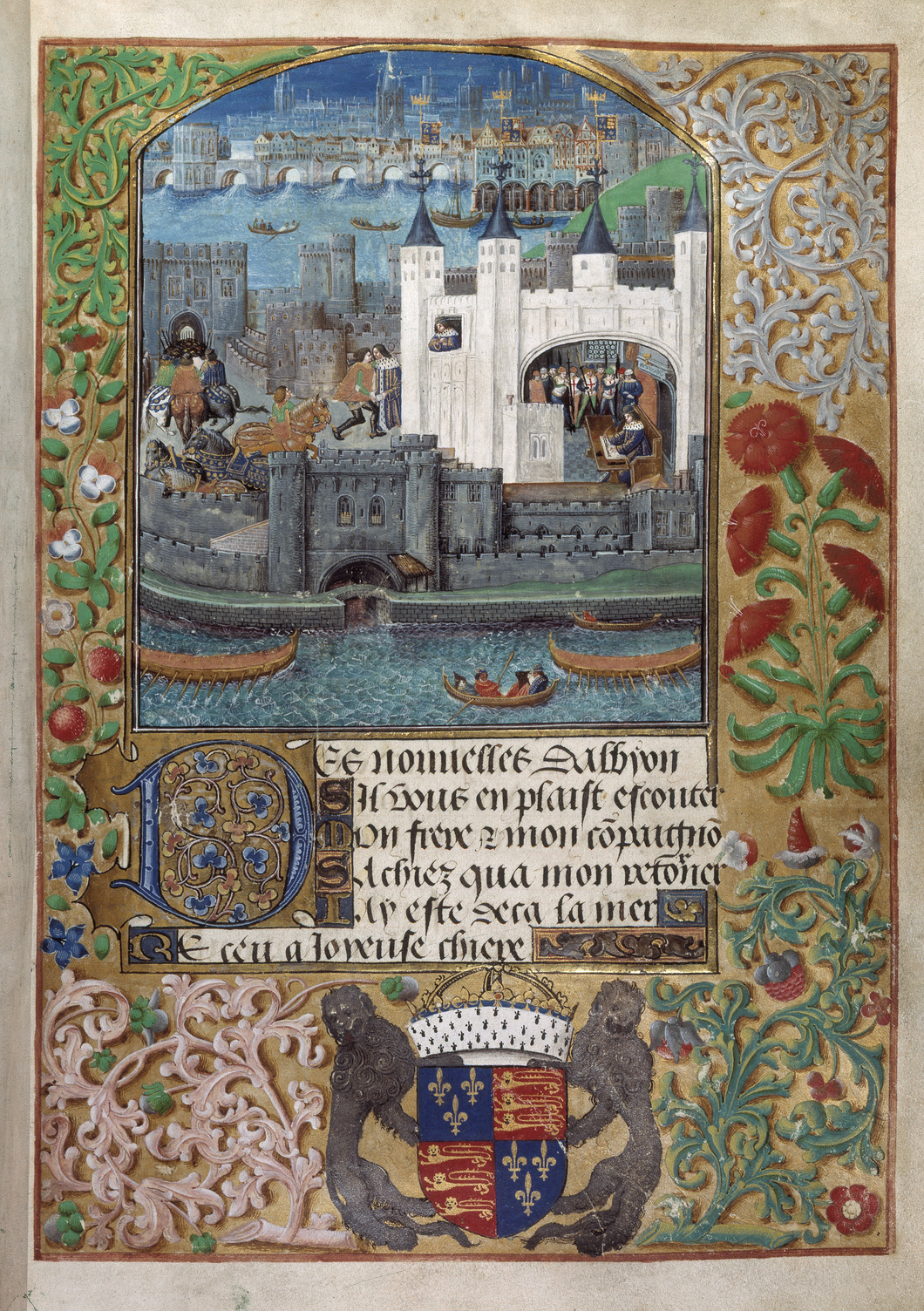
Il duca Carlo di Valois e Orléans prigioniero alla Torre di Londra, ritratto in tre diversi atti, nel manoscritto miniato delle sue poesie. Fu autore della prima lirica sul gioco da cui derivò il tennis

Esiste poi il resoconto di un incontro tra Filippo il Bello e il marchese di Dorset (31 gennaio 1505) nel quale il re «diede XV» al marchese. A queste prime menzioni fa eco un dialogo tra due giocatori dai Colloquia familiaria di Erasmo da Rotterdam (1522), che cita tutti e tre i punteggi e dimostra come il sistema fosse già ben consolidato.
La prima teoria sull'origine del punteggio per 15 si trova nel Trattato del giuoco della palla, prima pubblicazione al mondo con un capitolo sulla pallacorda, di Antonio Scaino, dedicato ad Alfonso d'Este. In un involuto italiano cinquecentesco, l'autore ammette di non aver trovato nulla sull'argomento e formula un'ipotesi personale, illustrando tre diverse categorie di game in voga all'epoca: una «vittoria semplice», una «vittoria doppia» ottenuta conquistando quattro punti di seguito, e una «vittoria triplice» ottenuta vincendo cinque punti consecutivi da uno svantaggio di tre. Secondo Scaino il 15, in quanto prodotto di 3 e 5, non sarebbe altro che il simbolo della vittoria triplice, la più onorevole, e dei punti necessari per conseguirla. Whitman commenta che la tesi, benché negletta dagli studiosi, non è implausibile.
Altre teorie si fanno strada nel 1579, in un libercolo anonimo ma riconducibile all'astronomo e matematico Jean Gosselin, dal titolo Declaration des deux doubtes qui se trouvent en comptant dans le jeu de paume. Esposte due ipotesi, Gosselin, che come Scaino ammette di non aver trovato fonti sul tema, mostra di privilegiare l'idea che il punteggio della pallacorda derivi all'unità di misura romana antica del clima, pari a 60 piedi quadrati, in grado di generare su ogni lato di un quadrato quattro sezioni di 15 piedi, corrispondenti ai quattro punti necessari per vincere un gioco. L'altra ipotesi sostiene invece che il punteggio derivi dallo strumento astronomico del sestante, che misura 60°. Questi, suddivisi per i punti necessari a vincere il game, che un tempo equivalevano anche ai game necessari a vincere il set (4), danno appunto la misura di 15. Secondo l'Official Encyclopedia of Tennis, ciò lascia intendere che per vincere il match fosse necessario conquistare sei set: il sestante misura infatti un sesto di circonferenza, e vincerne sei equivale quindi a chiudere il cerchio (angolo giro).
Le teorie moderne sul punteggio tennistico fanno capolino nel 1885. La prima sostiene che l'uso del 15 per indicare il primo punto, e dei suoi multipli per i successivi, nasca dall'uso di annunciare la «caccia» nella pallacorda, cioè la distanza in iarde, evidenziata sul campo da apposite linee, tra l'eventuale secondo rimbalzo della palla e il muro di fondo. Poiché le cacce in Francia erano 14, si è supposto che il 15 fosse stato adottato per evitare ambiguità. Tuttavia il punteggio tennistico sembra più antico del sistema delle cacce, o per lo meno dell'uso di annunciarle: in origine si usava piuttosto apporre un segno sul pavimento in corrispondenza del rimbalzo e non erano tracciate linee sul campo.
Nel 1913 Ernest Crawley, su The Field, suppose per la prima volta che il punteggio per 15 fosse semplicemente il sistema sessagesimale usato per misurare il tempo. Il sistema era divenuto familiare nel Medioevo dopo l'invenzione degli orologi meccanici, che dividevano l'ora in 60 minuti e, applicati ai campanili, battevano i quarti ogni 15 minuti. La similitudine tra i colpi scanditi ogni ora e quelli necessari a vincere il game avrebbe quindi prodotto il conto dei punti per 15. Crawley però già nel 1920 rinnegò questa tesi, sostenendo che il punteggio sessagesimale derivasse invece dalla suddivisione dei valori monetari, in particolare dall'uso di pezzi da 60 e da 15 soldi.
Risale al pallacordista Charles Delahaye, detto Biboche, la teoria citata da Albert de Luze nella Magnifique histoire du jeu de paume (1933). Delahaye nell'infanzia aveva assistito a un incontro di longue paume nel quale, piuttosto che contare i punti, la squadra che ne conquistava uno avanzava ogni volta di 15 piedi verso la rete, che distava 60 piedi dal fondo, finché vincendo il gioco la raggiungeva. Quando tutti avanzavano di 45 piedi, il battitore aveva un enorme vantaggio: perciò era necessario vincere ancora due punti di seguito. I giocatori in parità erano detti quinzains sul 15-15 e trentains sul 30-30, ma quarantains sul 45-45. Ciò avrebbe prodotto la deformazione del punteggio di 45 nel moderno 40.
Dibattuta è l'origine dell'uso di love per indicare il punteggio 0. L'opinione comune è che derivi dal francese l'œuf, l'uovo, per la somiglianza di questo con il numero 0; l'ipotesi trova apparente conferma in alcune metafore dello 0 usate nel cricket (duck egg) e nel baseball (goose egg). Il linguista Heiner Gillmeister obietta però che l'esito regolare di l'œuf in inglese, per legge fonetica, sarebbe stato *leef e non love (analogamente a bœuf > beef), e preferisce la tesi che riconduce il termine alla locuzione olandese omme lof spelen («giocare per l'onore»). Lof o loff ricorre in una lirica di Jeronimus van der Voort sulla battaglia di Anversa (1583), nell'espressione ghelt, pant noch loff («né denaro, né pegno, né onore); la poesia narra la battaglia nei termini di un incontro di pallacorda.
C'è poi chi sostiene che l'uso di love nel senso proprio di «amore» per intendere «[per] nulla» è semplicemente un uso comune in inglese, attestato nella lingua antica già nel 971 (in ne for feu, ne for nanes mannes lufou, all'incirca «né per denaro né per amore»). Esso è poi penetrato in espressioni come to play for love («giocare per amore», cioè in cambio di nulla) usate proprio negli sport. Si è anche affermato che love sia la deformazione di un antico termine scozzese, luff («niente»), in realtà mai esistito.
Il termine inglese deuce per indicare la parità (40-40) deriva dal francese à deux («a due») e sottolinea quindi la necessità di realizzare due punti consecutivi.

## Metodo
Storicamente il metodo di punteggio del tennis è «ai vantaggi»: per aggiudicarsi una frazione di incontro (game o set) è necessario conquistare almeno due frazioni più piccole (rispettivamente punto o game) più dell'avversario. Ciò può prolungare le frazioni indefinitamente, tutte le volte che nessun giocatore ottiene in tempi ragionevoli un doppio vantaggio sull'altro. Nel game ai vantaggi il prolungamento è in genere contenuto, con qualche rara eccezione. Nel set ai vantaggi è invece molto più sensibile e può estendere abnormemente la durata dell'incontro. Per questo motivo negli anni '70 è stato introdotto il set al tie-break, che si conclude con un vantaggio di un solo game, di spareggio, disputato di solito ai vantaggi e detto appunto tie-break.

### Punteggio del game
I primi tre punti ottenuti nel game da ogni giocatore si chiamano rispettivamente 15, 30, 40. Nel game ai vantaggi il punto successivo chiude il game solo se chi lo conquista è già in vantaggio di almeno un punto (40-0, 40-15 o 40-30).
Alla chiusura di ogni punto il giudice di sedia annuncia il punteggio del game in corso, chiamando nell'ordine i punti del giocatore al servizio e quelli del giocatore alla risposta (v. esempi). Ciò vuol dire che sul 40-30 è in vantaggio il giocatore al servizio, e avrà la possibilità di chiudere il game vincendo il punto che segue (game point), mentre sul 30-40 sarà il giocatore alla risposta a giocare il punto che vale il gioco (break point).
Se il punto successivo al 40 è sufficiente a chiudere il game, l'arbitro chiama «gioco» in suo favore e riepiloga il conto parziale dei game, precisando chi è in vantaggio e specificando il set in corso (v. esempi). Il punto non chiude il game se i due giocatori hanno vinto tre punti a testa. Sul 40-40 infatti l'arbitro chiama «parità» e si prosegue finché uno dei due non ottiene due punti di vantaggio sull'altro. Dopo ogni parità l'arbitro chiama «vantaggio» a favore del giocatore che vince il punto: se questi vince anche il punto che segue, conquista il game; se lo vince l'avversario, si torna in parità, e così via.
| Punti                                              | Notazione | Chiamata  | Chiamata | Chiamata | Chiamata  |
| Punti                                              | Notazione | inglese   | francese | spagnolo | italiano  |
| -------------------------------------------------- | --------- | --------- | -------- | -------- | --------- |
|                                                    | 0         | love      | zéro     | cero     | zero      |
| primo                                              | 15        | fifteen   | quinze   | quince   | quindici  |
| secondo                                            | 30        | thirty    | trente   | treinta  | trenta    |
| terzo                                              | 40        | forty     | quarante | cuarenta | quaranta  |
| quarto                                             |           | game      | jeu      | juego    | gioco     |
| Punteggi specifici nei game prolungati ai vantaggi |           |           |          |          |           |
| terzo                                              | 40-40     | deuce     | égalité  | iguales  | parità    |
| quarto o più                                       | A         | advantage | avantage | ventaja  | vantaggio |
| quinto o più                                       |           | game      | jeu      | juego    | gioco     |

Eccetto il 40-40, i punteggi di parità sono chiamati «quindici pari» e «trenta pari» (inglese: fifteen all, thirty all; francese: quinze à, trente à; spagnolo: quince iguales, treinta iguales). I vantaggi si chiamano indicando il nome del giocatore in vantaggio (v. esempi). Un'alternativa possibile e informale è indicare se il vantaggio è per chi si trova al servizio nel game («vantaggio battuta»; inglese: advantage in, ad-in) o per chi è alla risposta («vantaggio risposta»; inglese: advantage out, ad-out).
Esiste un metodo alternativo di punteggio senza vantaggio (no-ad), accolto da ITF nel 2018.

### Punteggio del tie-break
Al computo ordinario dei punti del game fa eccezione il tie-break, game speciale che si disputa alternando i due giocatori al servizio e si vince conquistando un numero più alto di punti – generalmente sette – sempre a condizione di ottenere un doppio vantaggio sull'avversario. Nel tie-break i punti seguono la numerazione comune, e lo 0 è chiamato «zero», anziché love, anche in inglese. Se il punteggio non è in parità, l'arbitro chiama i punti vinti dai due giocatori nell'ordine dal più alto al più basso, indicando chi è in vantaggio (v. esempi).
Il tie-break si disputa di norma sul punteggio di 6-6. In questo caso, la notazione del risultato del set vinto al tie-break è immancabilmente 7-6 o 6-7. La notazione del risultato del match può includere il punteggio del tie-break stesso (ad esempio 7-67-4 o 7-610-8) o indicare anche solo i punti vinti dal giocatore perdente (rispettivamente 7-64 e 7-68), poiché il punteggio del vincitore è sempre desumibile: almeno sette punti o due più dell'avversario.
Esistono due varianti del tie-break: il tie-break senza vantaggio e il cosiddetto super tie-break, che si vincono conquistando rispettivamente cinque e dieci punti.

### Punteggio del set
Il punteggio del set segue la numerazione comune. Il set si vince conquistando almeno sei game con un margine di due sull'avversario, e un tempo la regola era ferrea, cosicché le partite potevano prolungarsi indefinitamente, senza un numero massimo di game. L'introduzione del tie-break ha permesso di abbreviare gli incontri. Se infatti si gioca il tie-break comune, da una situazione di 6-5 il set si chiude al massimo in due game: 7-5 se il game successivo è vinto dal giocatore in vantaggio; 7-6 o 6-7 se invece è vinto dall'avversario e si disputa quindi il tie-break. 
Alla chiusura di ogni set, il giudice di sedia chiama «gioco» e «partita» (o «set») in favore del giocatore vincente, indica il conto dei game e specifica il set appena concluso (ad esempio: game and first set, gioco e prima partita), quindi riepiloga il conto parziale dei set precisando chi è in vantaggio (v. esempi).
Esistono metodi alternativi di punteggio, come la partita corta (set a quattro game) accolta da ITF  e il pro set (set unico a otto o dieci game).

### Punteggio del match
Il punteggio del match segue la numerazione comune. Si aggiudica il match il giocatore che vince più della metà dei set previsti, cioè normalmente due su tre o tre su cinque. I match al meglio dei tre set possono quindi chiudersi 2-0 o 2-1, quelli al meglio dei cinque set 3-0, 3-1 o 3-2; questi ultimi sono limitati in genere ai tornei di singolare maschile del Grande Slam. Alla chiusura del match, il giudice di sedia chiama «gioco, partita, incontro» o «gioco, set, match» (game, set, match) in favore del vincitore, riepiloga il conto dei set e infine quello dei game di ogni set. Il punteggio degli eventuali tie-break non è indicato. Se il match si chiude anzitempo per ritiro o squalifica, l'arbitro annuncia il vincitore, il motivo dell'interruzione e il punteggio parziale (v. esempi).
Il set decisivo può essere giocato ai vantaggi o al tie-break, eventualmente nella variante del super tie-break. Un metodo alternativo ammette che il tie-break o il super tie-break sostituiscano del tutto il set decisivo.
Nel conto – parziale o totale – dei set e dei game, il punteggio 0 è chiamato in inglese love, come nel conto dei punti.

## Chiamata del punteggio
| Fase di gioco conclusa | Punteggio                    | Chiamata                                                                                        | Incontro         | Minutaggio |
| --- | ---------------------------- | ----------------------------------------------------------------------------------------------- | ---------------- | ---------- |
| punto | 0-15                         | love-fifteen                                                                                    | Sinner-Alcaraz   | 0:46:36    |
| punto | 0-30                         | love-thirty                                                                                     | Sinner-Alcaraz   | 0:46:36    |
| punto | 0-40                         | love-forty                                                                                      | Sinner-Alcaraz   | 0:46:36    |
| punto | 15-0                         | fifteen-love                                                                                    | Sinner-Alcaraz   | 0:00:05    |
| punto | 15-15                        | fifteen all                                                                                     | Sinner-Alcaraz   | 0:03:57    |
| punto | 15-30                        | fifteen-thirty                                                                                  | Sinner-Alcaraz   | 0:31:14    |
| punto | 15-40                        | fifteen-forty                                                                                   | Sinner-Alcaraz   | 0:31:14    |
| punto | 30-0                         | thirty-love                                                                                     | Sinner-Alcaraz   | 0:00:05    |
| punto | 30-15                        | thirty-fifteen                                                                                  | Sinner-Alcaraz   | 0:03:57    |
| punto | 30-30                        | thirty all                                                                                      | Sinner-Alcaraz   | 0:22:55    |
| punto | 30-40                        | thirty-forty                                                                                    | Sinner-Alcaraz   | 0:41:18    |
| punto | 40-0                         | forty-love                                                                                      | Sinner-Alcaraz   | 0:00:05    |
| punto | 40-15                        | forty-fifteen                                                                                   | Sinner-Alcaraz   | 0:03:57    |
| punto | 40-30                        | forty-thirty                                                                                    | Sinner-Alcaraz   | 0:22:55    |
| punto | 40-40                        | deuce                                                                                           | Sinner-Alcaraz   | 0:41:18    |
| punto | 40-A                         | advantage Alcaraz                                                                               | Sinner-Alcaraz   | 0:41:18    |
| punto tie-break | 0-1                          | one-zero Alcaraz                                                                                | Fritz-Alcaraz    | 0:00       |
| punto tie-break | 4-4                          | four all                                                                                        | Fritz-Alcaraz    | 4:05       |
| punto tie-break | 5-4                          | five-four Fritz                                                                                 | Fritz-Alcaraz    | 4:05       |
| game | 0-1                          | game Alcaraz first game                                                                         | Sinner-Alcaraz   | 0:00:05    |
| game | 1-1                          | game Sinner one game all, first set                                                             | Sinner-Alcaraz   | 0:06:25    |
| game | 1-2                          | game Alcaraz Alcaraz leads by two games to one, first set                                       | Sinner-Alcaraz   | 0:09:36    |
| game | 2-0                          | game Sinner Sinner leads by two games to love, second set                                       | Sinner-Alcaraz   | 0:55:40    |
| set | 0-1 4-6                      | game, first set Alcaraz, six games to four Alcaraz leads by one set to love                     | Sinner-Alcaraz   | 0:41:18    |
| set | 1-1 4-6 6-4                  | game, second set Sinner, six games to four one set all                                          | Sinner-Alcaraz   | 1:32:46    |
| set | 2-1 4-6 6-4 6-4              | game, third set Sinner, six games to four Sinner leads by two sets to one                       | Sinner-Alcaraz   | 2:18:49    |
| match | incontro concluso 3-1        | game, set, match Sinner, three sets to one four-six, six-four, six-four, six-four               | Sinner-Alcaraz   | 3:03:57    |
| match | incontro concluso a tavolino | code violation, unsportsmanlike conduct, default Mr Nalbandian Čilić wins seven-six, three-four | Čilić-Nalbandian | 0:48       |
| Incontri citati: - Čilić b. Nalbandian 7-63 3-4 (a tavolino), turno di finale, singolare maschile, Queen's Club Championships 2012 - Alcaraz b. Fritz 6-4 5-7 6-3 7-66, turno di semifinale, singolare maschile, Wimbledon Championships 2025 - Sinner b. Alcaraz 4-6 6-4 6-4 6-4, turno di finale, singolare maschile, Wimbledon Championships 2025 |                              |                                                                                                 |                  |            |

## Scorecard

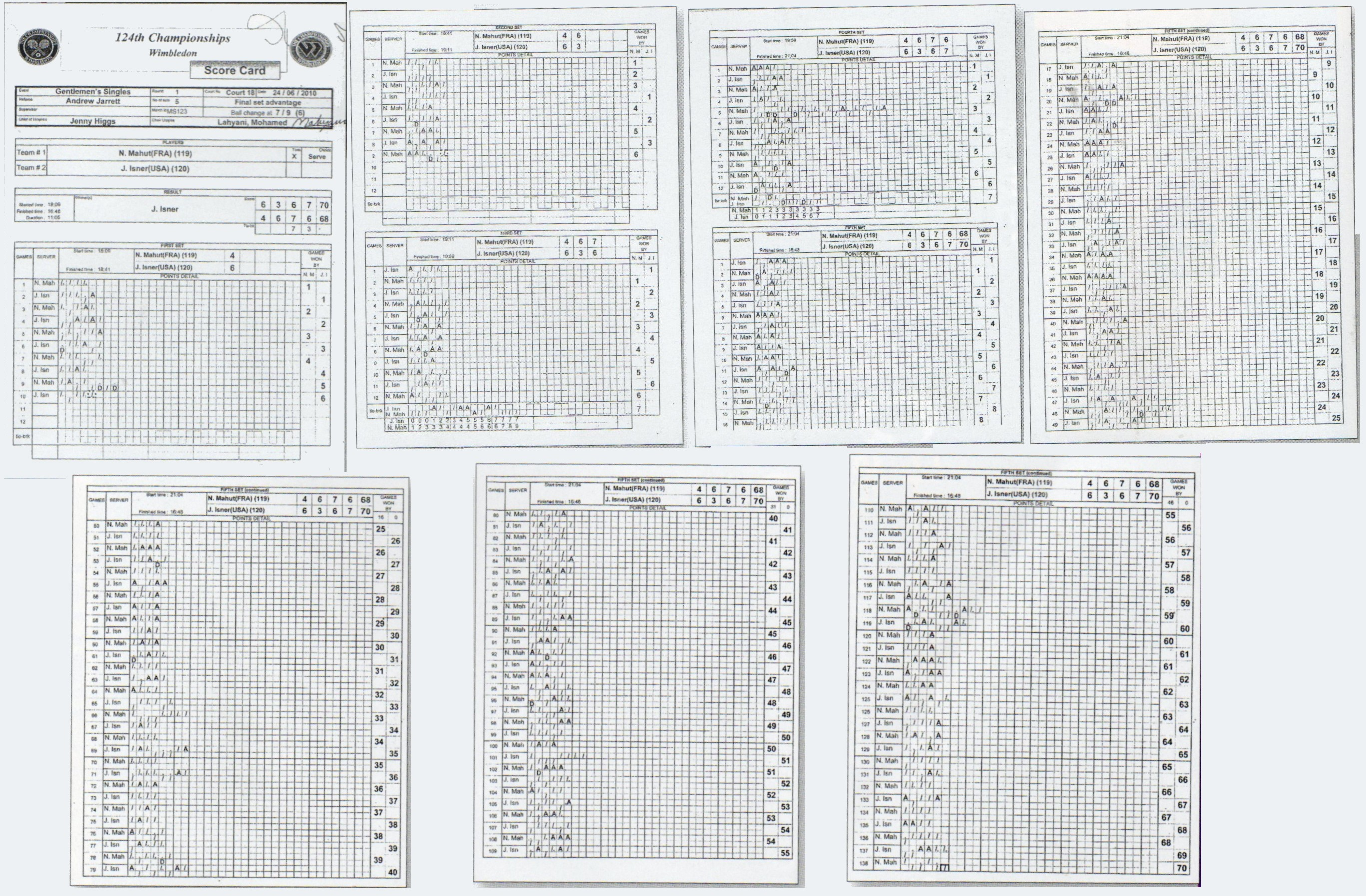
Scorecard dell'incontro Isner-Mahut del torneo di Wimbledon 2010

Per prendere nota del punteggio il giudice di sedia compila una scorecard, cartacea o elettronica. La scorecard registra anche alcuni dettagli dei punti, le possibili violazioni e altri dati dell'incontro. I simboli usati per i punti vinti sono i seguenti.
⁄ – punto comune
A – ace
D – doppio fallo
T – infrazione di tempo
V – violazione del codice
Per registrare l'errore alla prima palla di servizio si annota . in basso alla casella.